# Лорена Гурендес
Лорена Гурендес Гарсія (ісп. Lorena Guréndez García; нар. 7 травня 1981) — іспанська гімнастка, олімпійська чемпіонка, дворазова чемпіонка світу. Брала участь у літніх Олімпійських іграх 1996 року в Атланті та виграла золоту медаль з іспанською групою (Лорена Гарсія, Естела Гіменес, Марта Балдо, Нурія Кабанільяс, Естібаліз Мартінес та Таня Ламарка). Крім того, двічі чемпіонка світу: один раз з 3 м'ячами / 2 стрічками, а інший — з 3 стрічками / 2 обручами.

## Життєпис
У 1995 році була чемпіонкою Іспанії серед юніорів, індивідуально та в командах з клубом Oskitxo. У 1996 році стала частиною національної збірної Іспанії з художньої гімнастики. Відтоді всі медалі, отримані на офіційних змаганнях, були отримані в складі іспанської збірної. У 1996 році вона виграла свій перший титул чемпіонки світу у фіналі з трьох м'ячів і двох стрічок на чемпіонаті світу в Будапешті, де також виграла срібло в загальних змаганнях.
У 1997 р. стала віцечемпіонкою Європи з 5 м’ячами та бронзою з 3 м’ячами та 2 стрічками на чемпіонаті Європи у Патрах. У 1998 році вона виграла свій другий титул чемпіонки світу на чемпіонаті світу в Севільї, цього разу з 3 стрічками і 2 кільцями, а також виграла срібло в загальних змаганнях. На чемпіонаті Європи в Будапешті, що відбувся в 1999 році, вона отримала бронзову медаль у змаганні з 3 стрічок і 2 кілець. 2000 р. вона взяла участь у своїх других Олімпійських іграх, фінішувавши на десятій позиції у командному заліку в Сіднеї 2000 р.
У 2013 році на YouTube відбулася прем’єра документального фільму «Las Niñas de Oro» («Золоті дівчата»). Він розповідає історію збірної олімпійських чемпіонок в Атланті через інтерв'ю з самими гімнастками, а в 2016 році вона разом з рештою команди відвідала 20-річчя вручення Золотої медалі в Атланті 1996 р. в Бадахосі.

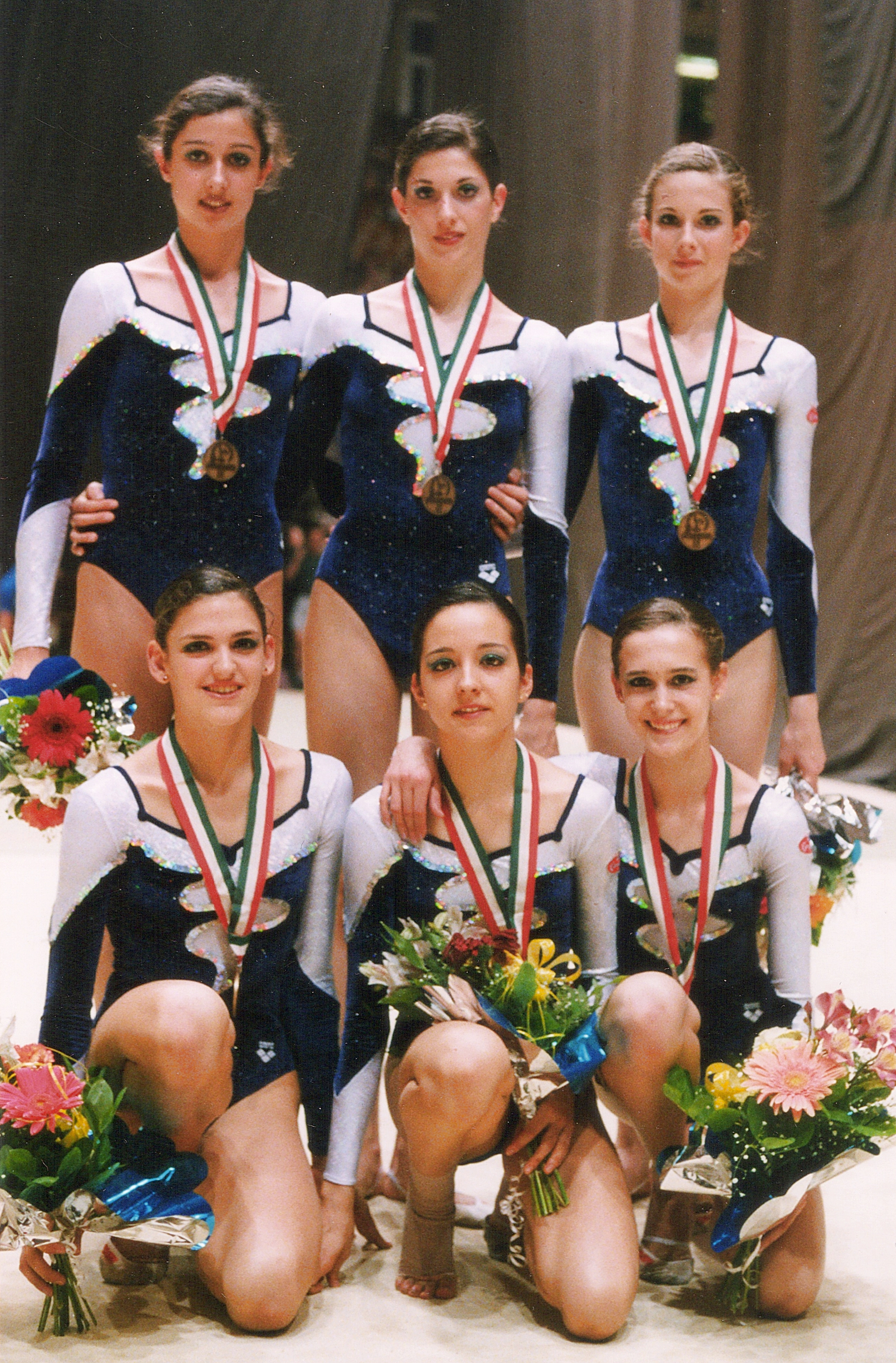
Іспанська збірна 1999 Будапешт 04

Отримала кілька нагород, серед яких Олімпійський орден Іспанського олімпійського комітету (1996), Золотий почесний знак Королівського ордена спортивних заслуг (1996), Кубок Барона де Гуеля на National Sports Awards (1997) та Золоту Медаль Королівського ордена спортивних заслуг (2015). Одружилася з гімнастом Хосе Луїсом Фернандесом. 
Лорена Гарсія — наймолодша іспанська спортсменка, яка виграла олімпійську медаль у віці 15 років і 87 днів.

## Виступи на Олімпіадах
| Олімпіада    | Дисципліна | Місце |
| ------------ | ---------- | ----- |
| Атланта 1996 | групові    | 1     |